# Boden Hanson
Boden Joseph Hanson (conocido como Bo Hanson; Port Kembla, 7 de agosto de 1973) es un deportista australiano que compitió en remo.
Participó en cuatro Juegos Olímpicos de Verano, obteniendo tres medallas, bronce en Atlanta 1996 (cuatro scull), bronce en Sídney 2000 (cuatro sin timonel) y bronce en Atenas 2004 (ocho con timonel), y el quinto lugar en Barcelona 1992 (ocho con timonel).
Ganó una medalla de plata en el Campeonato Mundial de Remo de 1999, en la prueba de cuatro sin timonel.

## Palmarés internacional
| Juegos Olímpicos   | Juegos Olímpicos         | Juegos Olímpicos  | Juegos Olímpicos   |
| Año                | Lugar                    | Medalla           | Prueba             |
| ------------------ | ------------------------ | ----------------- | ------------------ |
| 1996               | Atlanta (Estados Unidos) | Medalla de bronce | Cuatro scull       |
| 2000               | Sídney (Australia)       | Medalla de bronce | Cuatro sin timonel |
| 2004               | Atenas (Grecia)          | Medalla de bronce | Ocho con timonel   |
| Campeonato Mundial |                          |                   |                    |
| Año                | Lugar                    | Medalla           | Prueba             |
| 1999               | St. Catharines (Canadá)  | Medalla de plata  | Cuatro sin timonel |